# Max Solbrig

Max Solbrig

Max Solbrig (* 15. Oktober 1889 in Gutenstein; † 4. Juni 1959 in Darmstadt) war hauptamtlicher SA-Führer, stellvertretender NSDAP-Gauleiter im Gau Kurhessen, Gründungspräsident der Brüder Grimm-Gesellschaft e. V. (1942) und Gauführer des Deutschen Reichsbundes für Leibesübungen im Gau Hessen-Nassau.

## Leben
Solbrig absolvierte ein Realgymnasium in Chemnitz, studierte in England, wurde Offizier und war von 1914 bis 1918 Soldat an der Westfront des Ersten Weltkriegs. Nach 1918 arbeitete er als kaufmännischer Angestellter, später als Prokurist und wurde 1932 wegen seiner Mitgliedschaft in NSDAP und SA entlassen, woran sich ab 1933 eine hauptamtliche Karriere als SA- und NSDAP-Funktionär anschloss.
1932/33 war er SA-Standartenführer, August 1933 bis Oktober 1933 SA-Führer zur besonderen Verwendung beim Stab der SA-Gruppe Hochland, ab Oktober 1933 im Stab des Obersten SA-Führers, ab 1. Januar 1934 SA-Oberführer, ab 1. Januar 1934 Stabsführer im Reichs-SA-Hochschulamt, ab 1. Mai 1935 Oberführer beim Chef des Ausbildungswesens der SA, 1935/36 mit der Führung Beauftragter bzw. Führer der SA-Brigade 47 (Kassel); am 9. November 1935 zum SA-Brigadeführer befördert. 1936 war er Beauftragter des Reichssportführers für die Provinzen Hessen-Nassau und Oberhessen, 1936 bis 1938 Stabsführer (bzw. Beauftragter zur Wahrnehmung der Stabsführung) bei der SA-Gruppe Berlin-Brandenburg.
Am 1. Februar 1938 wurde Solbrig Stellvertreter Karl Weinrichs in dessen Funktion als NSDAP-Gauleiter im Gau Kurhessen und übte das Amt bis 1945 aus. Im September 1938 rückte er für den verstorbenen Wilhelm Georg Schmidt in den nationalsozialistischen Reichstag nach, in dem er bis 1945 den Wahlkreis Hessen-Nassau vertrat. Von September 1939 bis Mai 1941 war er im Kriegsdienst bei der Luftwaffe. 1943 wurde er zum SA-Gruppenführer befördert.
Solbrig bekannte sich als gottgläubig. Der Leiter des Personalamtes der NSDAP, Heinrich Walkenhorst, berichtete in einem Gutachten von Ende 1943: „Der Stellv. Gauleiter Solbrig (54 Jahre) wird sehr ungünstig beurteilt. Ich selbst kenne ihn nicht.“